# Cronologia da pandemia de COVID-19 no Reino Unido
Este artigo documenta a cronologia da pandemia de COVID-19 no Reino Unido.

## Cronologia

### Janeiro de 2020
- 29 de janeiro: A companhia aérea British Airways suspende todos os voos para a China continetal com efeito imediato, devido ao surto do novo coronavírus.[1]
- 31 de janeiro: Os dois primeiros casos do novo coronavírus são confirmados do novo coronavírus no Reino Unido.[2]

### Fevereiro de 2020
- 6 de fevereiro: 1 caso é confirmado, elevando o total para 3.[3]
- 27 de fevereiro: O primeiro caso do novo coronavírus é confirmado na Irlanda do Norte.[4]
- 28 de fevereiro: O primeiro caso do novo coronavírus é confirmado no País de Gales.[5]
- 28 de fevereiro: A primeira morte britânica causada pela doença é confirmada pelo Ministério da Saúde do Japão.[6]

### Março de 2020
- 1 de março: O primeiro caso do novo coronavírus é confirmado na Escócia.[7]
- 5 de março: A primeira morte causada pelo novo coronavírus é confirmada no Reino Unido.[8]
- 5 de março: O número total de casos é 115.[9]
- 8 de março: A terceira morte foi confirmada.[10]
- 10 de março: A ministra da Saúde, Nadine Dorries, testa positivo para o novo coronavírus.[11]
- 11 de março: É apresentado o Orçamento de Março para a pandemia.[12][13][14]
- 11 de março: O País de Gales confirma o primeiro caso do novo coronavírus por transmissão comunitária.[15]
- 13 de março: A primeira morte causada pelo novo coronavírus é confirmada na Escócia.[16]
- 14 de março: Foram relatadas 10 mortes, elevando o total para 21.[17]
- 16 de março: O número total de casos confirmados é 1.500;[18]
- 16 de março: O número total de mortes é 55.[18]
- 17 de março: A Assembleia Nacional do País de Gales é fechada ao público.[19]
- 17 de março: O número total de casos confirmados é 1.950;[20]
- 17 de março: O número total de mortes é 71.[20][21]
- 18 de março: Foi anunciada a legislação de emergência.[22]
- 18 de março: Foram relatadas 32 mortes, elevando o total para 104.[23]
- 20 de março: Todas as escolas do país são fechadas no Reino Unido.[24]
- 20 de março: Todos os bares, pub's e restaurantes foram fechadas.[25]
- 21 de março: É iniciada uma campanha de recrutamento de voluntários com meta para atingir os 30 000.[26]
- 24 de março: Foram relatadas 87 mortes, elevando o total para 422.[27]
- 25 de março: O diplomata britânico na Romênia morre devido a complicações da doença.[28]
- 25 de março: O Príncipe Charles testa positivo para o vírus.[29]
- 26 de março: O número total de casos confirmados é 11 568;[30]
- 26 de março: O número total de mortes é 578.[30]
- 27 de março: O primeiro-ministro do Reino Unido, Boris Johnson, testa positivo para o vírus.[31][32]
- 28 de março: O número total de casos confirmados é 17 089;[33]
- 28 de março: Foram relatadas 260 mortes, elevando o total para 1 019.[33]
- 29 de março: Uma enfermeira do NHS morre devido a complicações da doença.[34]
- 30 de março: O número total de mortes é 1 408.[35]
- 31 de março: O número de pacientes em leitos hospitalares chegou aos 10 000.[36]
- 31 de março: Foram relatadas 381 mortes, elevando o total para 1 789.[37]

### Abril de 2020
- 3 de abril: O primeiro dos hospitais de campanha para tratar os pacientes com o novo coronavírus é inaugurado no leste de Londres.[38]
- 5 de abril: O primeiro-ministro do Reino Unido, Boris Johnson, é encaminhado ao hospital para exames dez dias após ter testado positivo para o novo coronavírus.[39]
- 6 de abril: O número de mortes causadas pelo novo coronavírus no Reino Unido ultrapassa 5.000, registado pelo Departamento de Saúde e Assistência Social do mesmo país.[40]
- 7 de abril: O principal conselheiro científico do governo, Patrick Vallance, disse que o número de casos não está subindo como o previsto, sendo muito cedo para se afirmar que o pico estariam se aproximando do pico.[41]
- 11 de abril: A rainha Isabel II fez um discurso, no qual afirmava que "o coronavírus não vai nos vencer" e que "precisamos da Páscoa tanto quanto sempre".[42]
- 12 de abril: O número de mortes causadas pelo novo coronavírus no Reino Unido ultrapassa a marca de 10.000, registrada pelo Departamento da Saúde do país. O Reino Unido torna-se o quinto país do mundo a ultrapassa essa marca.[43][44][45]
- 12 de abril: O primeiro-ministro do Reino Unido, Boris Johnson, agradece aos profissionais de saúde por salvar sua vida após ter recebido alta do hospital.[46]
- 25 de abril: O número de mortes causadas pelo novo coronavírus no Reino Unido ultrapassa a marca de 20.000, registrada pelo Departamento da Saúde do país.[47][48]

### Maio de 2020
- 5 de maio: O número de mortes causadas pelo novo coronavírus no Reino Unido ultrapassa a marca de 30.000, registrada pelo Office for National Statistics.[49][50]

### Julho de 2020
- 27 de julho: O primeiro caso de gato infectado com o novo coronavírus no Reino Unido.[51]

### Setembro de 2020
- 18 de setembro: O primeiro-ministro do Reino Unido, Boris Johnson, alerta que uma segunda onda do coronavírus chegou ao Reino Unido.[52]

### Dezembro de 2020
- 2 de dezembro: O Reino Unido torna-se o primeiro país ocidental a autorizar uma vacina contra Covid-19.[53]

### Janeiro de 2021
- 14 de janeiro: O Reino Unido anuncia a proibição de viagens de todos os países da América do Sul e Portugal devido à nova variante do coronavírus no Brasil.[54][55]
- 26 de janeiro: O Reino Unido torna-se o primeiro país da Europa a atingir mais de 100.000 mortes causadas pelo novo coronavírus.[56]

### Fevereiro de 2021
- 28 de fevereiro: Mais de 20 milhões de pessoas em todo o Reino Unido recebem a primeira dose da vacina COVID-19.[57]

### Março de 2021
- 19 de março: O primeiro-ministro do Reino Unido, Boris Johnson, recebe a primeira dose da vacina contra COVID-19 da AstraZeneca, no hospital de Londres.[58]

### Maio de 2021
- 28 de maio: A agência reguladora de medicamentos no Reino Unido aprova o uso da vacina de dose única contra a COVID-19, desenvolvida pela Janssen, da Johnson & Johnson. É a quarta vacina aprovada no país.[59][60]
- 29 de maio: Catarina, Duquesa de Cambridge, recebe a primeira dose da vacina contra COVID-19 e presta homenagem a todos os envolvidos no lançamento do programa de vacinação.[61]
- 31 de maio: O Reino Unido registra uma morte causada pelo novo coronavírus em 24 horas, segundo os dados do governo do país.[62]

### Junho de 2021
- 1 de junho: O Reino Unido registra sem mortes causada pelo novo coronavírus em 24 horas pela primeira vez desde 30 de julho de 2020, segundo os dados do governo do país.[63][64][65]
- 4 de junho: A agência reguladora de medicamentos no Reino Unido aprova o uso da vacina contra a COVID-19, desenvolvida pela Pfizer e BioNTech para crianças de 12 a 15 anos.[66][67]